# 平成天才バカボン
『平成天才バカボン』（へいせいてんさいバカボン）は、赤塚不二夫の漫画『天才バカボン』を原作とするテレビアニメ。『天才バカボン』のアニメ化作品としては、3作目となる。通称『平成バカボン』。
フジテレビ、スタジオぴえろ、読売広告社制作。1990年1月6日 〜 12月29日に放送。制作局のフジテレビなどでは毎週土曜日18:30〜19:00に放送（各地の放送時間は後述）。全46回（全92話）。

## 作品概要
『元祖天才バカボン』から13年ぶりのアニメ化となった本作は、1987～88年にテレビ東京で行われた『元祖』の再放送が高視聴率を獲得したことがきっかけで制作された。制作会社は東京ムービーからスタジオぴえろ（現・ぴえろ）に変更となり、以降ぴえろは全テレビシリーズの制作に関与している。監督にはタツノコプロ制作の『タイムボカンシリーズ』などギャグアニメの演出に定評のある笹川ひろしが起用され、「タツノコ系」のスタッフによってリメイクされることとなった。キャラクターデザインは『おそ松くん』に引き続き岸義之。画調は原作を尊重しつつもかなりアレンジされており、ママやハジメ、レレレのおじさんなどのサブキャラクターの造形に独自のアレンジが加えられているほか、本官さん以外にも目ン玉つながりのキャラが普通に存在する。美女キャラクターはしばしば原作と全く違う当時のアニメの美少女風の画調で描かれる。『元祖』同様に背景画は線を狂わせて描かれている。
キャストは全面的にリニューアルが行われ、パパ役は前作までパパを演じていた雨森雅司が放送6年前の1984年4月に死去したことから富田耕生に交代した。富田のキャスティングに関しては6人のベテラン声優の中からオーディションで選ばれた。バカボン役は山本圭子から林原めぐみ、ハジメ役は貴家堂子から坂本千夏に交代し、オリジナルキャストはママ役の増山江威子のみとなった。「本官さん」と「レレレのおじさん」は『おそ松くん』と同じキャストで千葉繁が一人二役で演じている。
『元祖』から10年以上が経過し、一家の家が洋風建築になるなど時代の変化が盛り込まれている。放映当時（バブル景気）の時事ネタも随所に盛り込まれており、放送終了時の提供クレジットの後に出てくる「次回おたのしみに」の画面では、パパがことわざや慣用句に対してツッコミを入れるのが毎回の恒例だった（例：「目は口ほどに物を言ったら、うるさくて夜も寝られないのだ!!」）。「『油を売る』というが、どこかの国は、戦争さぼってもっと油を売るのだ!!」など、放送当時の時事ネタが盛り込まれることもあった。このツッコミは最終回を除く全ての放送回の分が制作されていた。ただし、本放送時は次週がプロ野球中継で放送中止となる場合はプロ野球中継の告知画面に差し替えられたため、このツッコミは放送されなかった。なお、再放送では本放送で放送できなかったこれらの放送回のツッコミも全て放送されている。
本作は1990年内に放送されたため、1・2・4作目とは異なり越年しておらず、また「正月の話」や「ご挨拶」も存在しない。
2015年6月にはアニマックスでリマスター版が初放送。2017年4月18日から2017年9月25日までテレビ大阪にて、1話を2回に分けて18分枠でリマスター版が放送された、その際CMのアイキャッチと次回予告がカットされている。
本作の次回予告はパパとバカボンの掛け合いで構成され、最後はパパの「楽しみに待つのだ」で締めとなる。なお、5作品の次回予告の中でパパ以外のキャラクターが担当したのは本作と『深夜!天才バカボン』の2作のみである。
制作局のフジテレビでの前番組は同じく赤塚の原作による『おそ松くん』であった。このため、同作品のスタッフがほぼスライドで参加しており、劇伴も『おそ松くん』と共通のものが複数使われている他、両作品のキャラクターが競演する特別編が製作された。

## 声の出演
- バカボンのパパ - 富田耕生
- バカボン - 林原めぐみ
- バカボンのママ - 増山江威子
- ハジメ - 坂本千夏
- おまわりさん、レレレのおじさん - 千葉繁
- ウナギイヌ - 田原アルノ
- その他 - 緒方賢一、北村弘一、二又一成、神山卓三、水鳥鐵夫、松本梨香、八奈見乗児、滝口順平、松井菜桜子、茶風林、真柴摩利、富山敬、川久保潔、峰恵研、納谷六朗、片岡富枝、神代知衣、城山知馨夫、原田一夫、荒川太郎、鈴木勝美、今西正男、石丸博也、麻上洋子、伊倉一恵、飯塚昭三、島田敏、田中真弓、島香裕、大木民夫、矢野陽子

各種TVやCM、パチンコ版などでは、第3作の声優が多く起用されている。

## スタッフ
- 製作 - 布川ゆうじ（スタジオぴえろ）
- 企画 - 嶋村一夫（読売広告社）
- プロデューサー - 清水賢治、立川善久（フジテレビ）、木村京太郎（読売広告社）
- アシスタントプロデューサー - 萩野賢、阪口和久
- キャラクターデザイン - 岸義之
- 美術監督 - 石津節子
- 撮影監督 - 高橋宏固
- 音楽 - 本間勇輔
- 音響監督 - 水本完
- 監督 - 笹川ひろし
- 編集 - 厨川治彦、植松淳一
- 音響効果 - 加藤昭二（アニメサウンドプロダクション）
- 広報 - 重岡由美子→名須川京子（フジテレビ）、梅崎浩志（スタジオぴえろ）
- 制作デスク - 小野達矢
- 制作 - フジテレビ[注 4]、読売広告社、スタジオぴえろ

## 主題歌・挿入歌

### 主題歌
オープニングテーマ - 『タリラリラーンロックンロール』
作詞・作曲・歌 - 嘉門達夫 / 編曲 - 工藤隆　/ レーベル - ビクター音楽産業　
パパなどのレギュラーも、ノンクレジットながら台詞を発している。
エンディングテーマ - 『その日は朝から夜だった』
作詞・作曲・歌 - 嘉門達夫 / 編曲 - 工藤隆 / レーベル - ビクター音楽産業

### 挿入歌
『おそうじ行進曲』（第19話）
作詞 - 西紀寺史雄 / 作曲・編曲 - 本間勇輔　/ 歌 - 千葉繁　/ レーベル - ビクター音楽産業
『ママ大好き』（第19話）
作詞 - 西紀寺史雄 / 作曲・編曲 - 本間勇輔　/ 歌 - 増山江威子、富田耕生、坂本千夏、林原めぐみ　/ レーベル - ビクター音楽産業
阪口和久によれば、2曲の完成度の高さから、「本編の中でイメージアニメーションとして挿入しよう」という案が浮上し、ストーリー中に挿入された。

### 主題歌（OP）のアニメーション
本作ではバカボン、バカボンのパパ、ママ、本官さん、レレレのおじさん、ウナギイヌが同時に登場し、踊りながらタイトルテロップに変わっていく。この時タイトルが「平成天才ハカボン」になっているがその後ハジメちゃんが少し遅れて登場し、転んだ弾みで「゛」に変わり、「平成天才バカボン」になる。
スタッフロールの出演者表記ではオープニングでバカボン一家が、エンディングでその他のキャストが紹介されていた。

## 各話リスト
全作品とも原則としては1回で2話放送。
全46回、92話。本放送ではプロ野球中継で番組が6回休止となった 。
タイトルコールは最終回までに3回変更されている。
第1回～第13回：各サブタイトルに纏わるショートアニメ
第14回～第36回：バラバラになったピースが組み立てるとバカボンのパパの顔になる
第37回～第46回：ウナギイヌ、バカボン一家と本官が逆さまで駆けた後でレレレのおじさんの影絵が出る
第19話では、CD『平成天才バカボン 平成音楽大全集』のプレゼント告知あり。
| 回 | 話数 | サブタイトル                           | 脚本       | コンテ         | 演出           | 作画監督 | 放送日        |
| -- | ---- | -------------------------------------- | ---------- | -------------- | -------------- | -------- | ------------- |
| 1  | 1    | バカボンのパパなのだ                   | 星山博之   | 笹川ひろし     | 阿部紀之       | 岸義之   | 1990年 1月6日 |
| 1  | 2    | ウソは世のため人のためなのだ           | 星山博之   | 笹川ひろし     | 阿部紀之       | 岸義之   | 1990年 1月6日 |
| 2  | 3    | バカ田大学の後輩なのだ                 | 照井啓司   | 高橋資祐       | 小柴純弥       | 高橋資祐 | 1月13日       |
| 2  | 4    | ネコババではないひろったのだ           | 照井啓司   | 高橋資祐       | 小柴純弥       | 高橋資祐 | 1月13日       |
| 3  | 5    | 天才ハジメちゃんなのだ                 | 浦沢義雄   | うえだひでひと | うえだひでひと | 増谷三郎 | 1月20日       |
| 3  | 6    | 夕焼けは赤いドレスのマドモアゼルなのだ | 浦沢義雄   | うえだひでひと | うえだひでひと | 増谷三郎 | 1月20日       |
| 4  | 7    | アチョ〜のキエ〜なのだ                 | 浦沢義雄   | 池野文雄       | 池野文雄       | アベ正己 | 1月27日       |
| 4  | 8    | 犯人はワシが決めるのだ                 | 浦沢義雄   | 池野文雄       | 池野文雄       | 野館誠一 | 1月27日       |
| 5  | 9    | 物置みたいな人なのだ                   | 星山博之   | 水野和則       | 水野和則       | 川端宏   | 2月3日        |
| 5  | 10   | 英語は自分でつくるのだ                 | 星山博之   | 水野和則       | 水野和則       | 川端宏   | 2月3日        |
| 6  | 11   | 夜廻りは昼廻りなのだ                   | 照井啓司   | 笹川ひろし     | 阿部紀之       | 増谷三郎 | 2月10日       |
| 6  | 12   | 神様のおつげのかたぐるまなのだ         | 照井啓司   | 笹川ひろし     | 阿部紀之       | 増谷三郎 | 2月10日       |
| 7  | 13   | 空頭の大先生なのだ                     | 浦沢義雄   | 池野文雄       | 小柴純弥       | 岸義之   | 2月17日       |
| 7  | 14   | 強盗殺人の予約なのだ                   | 浦沢義雄   | 池野文雄       | 小柴純弥       | アベ正己 | 2月17日       |
| 8  | 15   | ウナギイヌ登場なのだ                   | 浦沢義雄   | うえだひでひと | うえだひでひと | 大西雅也 | 2月24日       |
| 8  | 16   | ウナギイヌの秘密なのだ                 | 浦沢義雄   | うえだひでひと | うえだひでひと | 中山勝一 | 2月24日       |
| 9  | 17   | 私は石になりたいのだ                   | 浦沢義雄   | 高橋資祐       | 小柴純弥       | 高橋資祐 | 3月3日        |
| 9  | 18   | パパはそうじ大臣なのだ                 | 浦沢義雄   | 高橋資祐       | 小柴純弥       | 高橋資祐 | 3月3日        |
| 10 | 19   | パパは警官になったのだ                 | 大橋志吉   | 水野和則       | 水野和則       | 川端宏   | 3月10日       |
| 10 | 20   | 鳥さんは王子様だったのだ               | 大橋志吉   | 水野和則       | 水野和則       | 川端宏   | 3月10日       |
| 11 | 21   | 靴みがきは恐ろしいのだ                 | 星山博之   | 阿部紀之       | 阿部紀之       | 野館誠一 | 3月17日       |
| 11 | 22   | ミイラの殿様どこ行ったのだ             | 星山博之   | 阿部紀之       | 阿部紀之       | アベ正己 | 3月17日       |
| 12 | 23   | イヌのようなイスなのだ                 | 橋本裕志   | うえだひでひと | うえだひでひと | 中山勝一 | 3月24日       |
| 12 | 24   | 交番取り調べ日記なのだ                 | 橋本裕志   | うえだひでひと | うえだひでひと | 岸義之   | 3月24日       |
| 13 | 25   | アメリカのパパなのだ                   | 照井啓司   | 笹川ひろし     | 小柴純弥       | 増谷三郎 | 3月31日       |
| 13 | 26   | アメリカは外人ばかりなのだ             | 照井啓司   | 笹川ひろし     | 小柴純弥       | 増谷三郎 | 3月31日       |
| 14 | 27   | 本官さんのサオ竹なのだ                 | 浦沢義雄   | 横山広行       | 横山広行       | 大西雅也 | 4月7日        |
| 14 | 28   | よってないけどヨッパライなのだ         | 浦沢義雄   | 横山広行       | 横山広行       | 岸義之   | 4月7日        |
| 15 | 29   | 三本立ての夢なのだ                     | 照井啓司   | 水野和則       | 水野和則       | 岸義之   | 4月14日       |
| 15 | 30   | 突撃芸能お巡りさんなのだ               | 照井啓司   | 水野和則       | 水野和則       | アベ正己 | 4月14日       |
| 16 | 31   | ドロボーは二度くるのだ                 | 大橋志吉   | うえだひでひと | うえだひでひと | 川端宏   | 4月21日       |
| 16 | 32   | 二度きたドロボーは四度くるのだ         | 大橋志吉   | うえだひでひと | うえだひでひと | 川端宏   | 4月21日       |
| 17 | 33   | 電送マシンの先輩なのだ                 | 橋本裕志   | 阿部紀之       | 阿部紀之       | 増谷三郎 | 5月5日        |
| 17 | 34   | 秘密結社紅トカゲ団なのだ               | 橋本裕志   | 阿部紀之       | 阿部紀之       | 増谷三郎 | 5月5日        |
| 18 | 35   | 何でもカケる人生なのだ                 | 星山博之   | 高橋資祐       | 小柴純弥       | 高橋資祐 | 5月12日       |
| 18 | 36   | 困った人の神様なのだ                   | 星山博之   | 高橋資祐       | 小柴純弥       | 高橋資祐 | 5月12日       |
| 19 | 37   | パパは家出するのだ!                    | 西紀寺史雄 | うえだひでひと | うえだひでひと | 岸義之   | 5月19日       |
| 19 | 38   | 家出で迷子になったのだ!                | 西紀寺史雄 | うえだひでひと | うえだひでひと | 岸義之   | 5月19日       |
| 20 | 39   | 強いおくさんコワイのだ                 | 浦沢義雄   | 横山広行       | 横山広行       | アベ正己 | 6月2日        |
| 20 | 40   | 百万円をひろうのだ!                    | 浦沢義雄   | 横山広行       | 横山広行       | アベ正己 | 6月2日        |
| 21 | 41   | 長い舌はいいことなのだ                 | 大橋志吉   | 水野和則       | 水野和則       | 増谷三郎 | 6月9日        |
| 21 | 42   | パパは何でもうめるのだ                 | 橋本裕志   | 水野和則       | 水野和則       | 増谷三郎 | 6月9日        |
| 22 | 43   | パパはひいきするのだ!                  | 照井啓司   | 阿部紀之       | 阿部紀之       | 川端宏   | 6月16日       |
| 22 | 44   | いやな雨でもほしくなるのだ             | 照井啓司   | 水野和則       | 水野和則       | 大西雅也 | 6月16日       |
| 23 | 45   | 一つぶ飲んでふとるのだ                 | 星山博之   | 高橋資祐       | 小柴純弥       | 高橋資祐 | 6月30日       |
| 23 | 46   | 犯人はやさしさによわいのだ             | 星山博之   | 高橋資祐       | 小柴純弥       | 高橋資祐 | 6月30日       |
| 24 | 47   | 魚をとったのだれなのだ                 | 大橋志吉   | 笹川ひろし     | 小柴純弥       | アベ正己 | 7月7日        |
| 24 | 48   | 親切にしたら死にそうなのだ             | 橋本裕志   | 笹川ひろし     | 小柴純弥       | 川端宏   | 7月7日        |
| 25 | 49   | ロボットはパパなのだ                   | 西紀寺史雄 | うえだひでひと | うえだひでひと | アベ正己 | 7月28日       |
| 25 | 50   | スイカのためならなんでもするのだ       | 西紀寺史雄 | うえだひでひと | うえだひでひと | 増谷三郎 | 7月28日       |
| 26 | 51   | にせものバカボンなのだ                 | 西紀寺史雄 | 阿部紀之       | 阿部紀之       | 大西雅也 | 8月4日        |
| 26 | 52   | パパはワンでバカボンはニャーなのだ     | 西紀寺史雄 | 阿部紀之       | 阿部紀之       | 増谷三郎 | 8月4日        |
| 27 | 53   | パパは運転名人なのだ!                  | 照井啓司   | 高橋資祐       | 小柴純弥       | 高橋資祐 | 8月11日       |
| 27 | 54   | バイオリンでゲゲゲのゲなのだ           | 照井啓司   | 高橋資祐       | 小柴純弥       | 高橋資祐 | 8月11日       |
| 28 | 55   | アップアップの海なのだ                 | 浦沢義雄   | 水野和則       | 水野和則       | アベ正己 | 8月18日       |
| 28 | 56   | パパの思い出日記なのだ                 | 浦沢義雄   | うえだひでひと | うえだひでひと | 岸義之   | 8月18日       |
| 29 | 57   | ママは日本製がいいのだ                 | 照井啓司   | 横山広行       | 横山広行       | 増谷三郎 | 8月25日       |
| 29 | 58   | おきたらコワイ犯人なのだ               | 照井啓司   | 横山広行       | 横山広行       | 増谷三郎 | 8月25日       |
| 30 | 59   | パパの大工の家なのだ                   | 浦沢義雄   | 笹川ひろし     | 小柴純弥       | アベ正己 | 9月8日        |
| 30 | 60   | ワシのみがわりワシなのだ               | 浦沢義雄   | 水野和則       | 水野和則       | 大西雅也 | 9月8日        |
| 31 | 61   | 絶対はずれる占いなのだ                 | 西紀寺史雄 | 阿部紀之       | 阿部紀之       | 川端宏   | 9月15日       |
| 31 | 62   | お巡りさんよりいばるのだ               | 西紀寺史雄 | 阿部紀之       | 阿部紀之       | 川端宏   | 9月15日       |
| 32 | 63   | 入院は金しだいなのだ!                  | 照井啓司   | 高橋資祐       | 小柴純弥       | 高橋資祐 | 9月22日       |
| 32 | 64   | お化粧したらその気になるのだ           | 照井啓司   | 高橋資祐       | 小柴純弥       | 高橋資祐 | 9月22日       |
| 33 | 65   | 正直者は裸を見るのだ                   | 西紀寺史雄 | うえだひでひと | 小柴純弥       | 岸義之   | 9月29日       |
| 33 | 66   | 死んだふりして死にそうなのだ           | 西紀寺史雄 | うえだひでひと | 小柴純弥       | 岸義之   | 9月29日       |
| 34 | 67   | レレレのソージ鬼なのだ                 | 浦沢義雄   | 横山広行       | 横山広行       | 増谷三郎 | 10月6日       |
| 34 | 68   | 借金は忘れたころに思い出すのだ         | 浦沢義雄   | 水野和則       | 水野和則       | アベ正己 | 10月6日       |
| 35 | 69   | 約束はおなかがすくのだ                 | 照井啓司   | 横山広行       | 横山広行       | 川端宏   | 10月13日      |
| 35 | 70   | 星空にギョーザにウメボシものほしなのだ | 照井啓司   | 水野和則       | 水野和則       | 川端宏   | 10月13日      |
| 36 | 71   | 一万円の家なのだ!?                     | 浦沢義雄   | 阿部紀之       | 阿部紀之       | 大西雅也 | 10月20日      |
| 36 | 72   | 借金トリはなんとなくのだ?              | 浦沢義雄   | 阿部紀之       | 阿部紀之       | 増谷三郎 | 10月20日      |
| 37 | 73   | 小さくなったパパなのだ                 | 西紀寺史雄 | 横山広行       | 横山広行       | アベ正己 | 10月27日      |
| 37 | 74   | お巡りさんのシンマイなのだ             | 西紀寺史雄 | 阿部紀之       | 阿部紀之       | 川端宏   | 10月27日      |
| 38 | 75   | 魔法使いのパパなのだ!                  | 浦沢義雄   | 高橋資祐       | 小柴純弥       | 高橋資祐 | 11月3日       |
| 38 | 76   | またまた魔法使いのパパなのだ!          | 浦沢義雄   | 高橋資祐       | 小柴純弥       | 高橋資祐 | 11月3日       |
| 39 | 77   | もうケッコウな鳥なのだ                 | 西紀寺史雄 | 水野和則       | 水野和則       | 中山勝一 | 11月10日      |
| 39 | 78   | 約束は神様のいうとおりなのだ           | 西紀寺史雄 | 小柴純弥       | 小柴純弥       | 増谷三郎 | 11月10日      |
| 40 | 79   | 三歩で忘れるパパなのだ                 | 照井啓司   | 榎本明広       | 小柴純弥       | 増谷三郎 | 11月17日      |
| 40 | 80   | ワシは野口英世で医者なのだ             | 照井啓司   | 阿部紀之       | 阿部紀之       | 大西雅也 | 11月17日      |
| 41 | 81   | 家庭教師のパパなのだ                   | 西紀寺史雄 | 阿部紀之       | 阿部紀之       | 増谷三郎 | 11月24日      |
| 41 | 82   | 仮病で優しくされるのだ                 | 西紀寺史雄 | 水野和則       | 水野和則       | アベ正己 | 11月24日      |
| 42 | 83   | モク山さんの禁煙なのだ                 | 浦沢義雄   | 横山広行       | 横山広行       | 増谷三郎 | 12月1日       |
| 42 | 84   | それでもパパ禁煙てつだうのだ           | 浦沢義雄   | 横山広行       | 横山広行       | 本山浩司 | 12月1日       |
| 43 | 85   | お客様はカメ様なのだ                   | 照井啓司   | 高橋資祐       | 小柴純弥       | 高橋資祐 | 12月8日       |
| 43 | 86   | お巡りさんは幸せになるのだ             | 西紀寺史雄 | 高橋資祐       | 小柴純弥       | 高橋資祐 | 12月8日       |
| 44 | 87   | 手ぶらでスキーなのだ!                  | 照井啓司   | 阿部紀之       | 阿部紀之       | 中山勝一 | 12月15日      |
| 44 | 88   | 地獄へ行くのは誰なのだ                 | 西紀寺史雄 | 阿部紀之       | 阿部紀之       | 川端宏   | 12月15日      |
| 45 | 89   | たたえよ鉄カブトなのだ                 | 照井啓司   | 水野和則       | 水野和則       | 大西雅也 | 12月22日      |
| 45 | 90   | とけて流れりゃ爆発なのだ               | 照井啓司   | 横山広行       | 横山広行       | 増谷三郎 | 12月22日      |
| 46 | 91   | ネコになったパパなのだ                 | 西紀寺史雄 | 横山広行       | 横山広行       | 増谷三郎 | 12月29日      |
| 46 | 92   | パパのようだがネコなのだ               | 西紀寺史雄 | 水野和則       | 水野和則       | 本山浩司 | 12月29日      |

## ネット局
フジテレビ系列の土曜18時台はローカルセールス枠のため、一部地域では遅れネットもしくは非ネットとなった。
放送日時は個別に出典が掲示されてあるものを除き、1990年12月終了時点、放送系列は放送当時のものとする。
| 放送地域       | 放送局         | 放送日時                                              | 放送系列                                     | 備考                                                                     |
| -------------- | -------------- | ----------------------------------------------------- | -------------------------------------------- | ------------------------------------------------------------------------ |
| 関東広域圏     | フジテレビ     | 土曜 18:30 - 19:00                                    | フジテレビ系列                               | 制作局                                                                   |
| 北海道         | 北海道文化放送 | 土曜 18:30 - 19:00                                    | フジテレビ系列                               |                                                                          |
| 宮城県         | 仙台放送       | 土曜 18:30 - 19:00                                    | フジテレビ系列                               |                                                                          |
| 新潟県         | 新潟総合テレビ | 土曜 18:30 - 19:00                                    | フジテレビ系列                               | 現・NST新潟総合テレビ。                                                  |
| 長野県         | 長野放送       | 土曜 18:30 - 19:00                                    | フジテレビ系列                               |                                                                          |
| 静岡県         | テレビ静岡     | 土曜 18:30 - 19:00                                    | フジテレビ系列                               |                                                                          |
| 福井県         | 福井テレビ     | 土曜 18:30 - 19:00                                    | フジテレビ系列                               |                                                                          |
| 中京広域圏     | 東海テレビ     | 土曜 18:30 - 19:00                                    | フジテレビ系列                               |                                                                          |
| 近畿広域圏     | 関西テレビ     | 土曜 18:30 - 19:00                                    | フジテレビ系列                               |                                                                          |
| 岡山県・香川県 | 岡山放送       | 土曜 18:30 - 19:00                                    | フジテレビ系列                               |                                                                          |
| 広島県         | テレビ新広島   | 土曜 18:30 - 19:00                                    | フジテレビ系列                               |                                                                          |
| 福岡県         | テレビ西日本   | 土曜 18:30 - 19:00                                    | フジテレビ系列                               |                                                                          |
| 長崎県         | テレビ長崎     | 土曜 18:30 - 19:00                                    | フジテレビ系列                               | 1990年9月までは日本テレビ系列とのクロスネット局。                        |
| 沖縄県         | 沖縄テレビ     | 土曜 18:30 - 19:00                                    | フジテレビ系列                               |                                                                          |
| 青森県         | 青森放送       | 木曜 17:15 - 17:45                                    | 日本テレビ系列 テレビ朝日系列                |                                                                          |
| 秋田県         | 秋田テレビ     | 金曜 17:30 - 18:00                                    | フジテレビ系列                               |                                                                          |
| 山形県         | 山形テレビ     | 金曜 16:30 - 17:00                                    | フジテレビ系列                               |                                                                          |
| 福島県         | 福島テレビ     | 土曜 17:00 - 17:30                                    | フジテレビ系列                               |                                                                          |
| 山梨県         | 山梨放送       | 月曜 16:30 - 17:00                                    | 日本テレビ系列                               |                                                                          |
| 富山県         | 富山テレビ     | 土曜 17:30 - 18:00                                    | フジテレビ系列                               |                                                                          |
| 石川県         | 石川テレビ     | 土曜 16:30 - 17:00                                    | フジテレビ系列                               |                                                                          |
| 島根県・鳥取県 | 山陰中央テレビ | 月曜 - 金曜 17:30 - 18:00                             | フジテレビ系列                               | 本放送終了後、1994年頃に放送。1990年12月終了時点では放映無し。           |
| 山口県         | テレビ山口     | 火曜 17:00 - 17:30                                    | TBS系列                                      |                                                                          |
| 愛媛県         | 愛媛放送       | 火曜 16:30 - 17:00                                    | フジテレビ系列                               | 現・テレビ愛媛。                                                         |
| 高知県         | 高知放送       | 月曜 - 木曜 16:00 - 16:30                             | 日本テレビ系列                               | 本放送終了後、1994年頃に放送。                                           |
| 佐賀県         | サガテレビ     | 金曜 16:30 - 17:00                                    | フジテレビ系列                               | 開始当初は日曜 8:31 - 9:00に放送していたが、25回を以て一時中断となった。 |
| 熊本県         | テレビ熊本     | 木曜 16:30 - 17:00                                    | フジテレビ系列                               |                                                                          |
| 大分県         | テレビ大分     | 月曜 16:00 - 16:30                                    | 日本テレビ系列 フジテレビ系列 テレビ朝日系列 |                                                                          |
| 宮崎県         | テレビ宮崎     | 水曜 16:30 - 17:00                                    | 日本テレビ系列 フジテレビ系列 テレビ朝日系列 |                                                                          |
| 鹿児島県       | 鹿児島テレビ   | 火曜17:25-17:55(1990年7月24日時点) 火曜 16:30 - 17:00 | 日本テレビ系列 フジテレビ系列                |                                                                          |

### 日本国外での放送
台湾では、1996年にJET日本台が中国語吹き替え版を『平成天才』のタイトルで放送した。
韓国では、2011年にJEI TVが韓国語吹き替え版を「얼렁뚱땅 반쪽이네」(オルロントゥンタン バンチョクイネ) のタイトルで放送した。

## 関連商品
CD
平成天才バカボン 平成音楽大全集
ビクターより1990年2月21日に発売。主題歌、挿入歌、劇判のほか、ドラマ「パパは一人でおつかいなのだ」を収録。
映像ソフト
以前はDVD-BOXがエイベックスから発売されていた。廉価版は全作ともハピネット・ピクチャーズより発売。
- 平成天才バカボン … 全12巻（各3 - 4回分ずつ収録）